# 티켓링크
티켓링크(Tickeklink)는 대한민국의 공연, 전시, 스포츠 티켓 전문 판매업체이다. NHN의 자회사로 있으며, 대/소규모 공연과 각종 전시 및 체험 프로그램, 국내 최다수의 프로야구 구단 티켓 예매 서비스를 제공하고 있다.

## 같이 보기
- NHN
- 페이코